# Scoundrel Days
Scoundrel Days je více rockověji zaměřené album, než bylo předchozí album Hunting High And Low norské skupiny A-ha. Někdy je považováno za to nejlepší album v historii skupiny. Za nejlepší písničku je považována Scoundrel Days a za nejslabší Cry Wolf.

## Řazení skladeb
1. Scoundrel Days 3:56
2. The Swing Of Things 4:14
3. I've Been Losing You 4:24
4. October 3:48
5. Manhattan Skyline 4:52
6. Cry Wolf 4:05
7. We're Looking For The Whales 3:39
8. The Weight of The Wind 3:57
9. Maybe, Maybe 2:34
10. Soft Rains Of April 3:12

## Obsazení

### Členové skupiny
- Morten Harket (zpěv)
- Paul Waaktaar-Savoy (kytara)
- Magne Furuholmen (klávesy)

### Hosté
- ? (bicí)